# Marilena (Vorname)
Marilena (auch: Marilene) ist ein weiblicher Vorname.

## Herkunft und Bedeutung des Namens
Marilena ist eine Ableitung von Marielena und eine Doppelform aus Maria und Lena.

## Bekannte Namensträgerinnen
- Marilena Bocu, rumänische Politikerin
- Marilena Geugjes (* 1991), deutsche Politikerin
- Marilena Idžojtić (* 1966), kroatische Forstwissenschaftlerin
- Marilena Kirchner (* 1997), deutsche Volksmusik-Sängerin
- Marilena Neacșu (* 1961), rumänische Kunstturnerin
- Marilena Scharff (* 1992), deutsche Leichtathletin
- Marilena Vlădărău (* 1963), rumänische Kunstturnerin
- Marilena Widmer (* 1997), Schweizer Fußballspielerin